# 早坂力

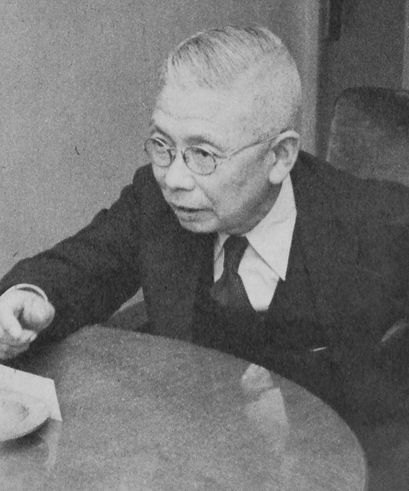
1953年

早坂 力（はやさか ちから、明治20年（1887年）9月20日 - 昭和38年（1963年）5月20日）は、昭和期の実業家。岩手県出身。東京高工(現・東京工業大学)卒。

## 略歴
- 明治20年（1887年）-岩手県江刺郡に生まれる。
- 昭和19年（1944年）-全国工作機械技術研究会会長
- 昭和21年（1946年）-機械工業技術委員会（商工省）精密機械部会長、池貝鉄工所取締役社長
- 昭和22年（1947年）-日本工作機械協会会長、商工省参与、日本製鋼所顧問
- 昭和24年（1949年）-日本産業協会理事、石川島播磨重工業顧問、早坂工機相談所長
- 昭和25年（1950年）-瑞穂金属工業取締役会長
- 昭和26年（1951年）-日本兵器工業会顧問
- 昭和27年（1952年）-通商産業省工業生産技術審議会委員
- 昭和29年（1954年）-内閣航空技術審議会専門委員
- 昭和30年（1955年）-アマツール社顧問
- 昭和31年（1956年）-藍綬褒章
- 昭和32年（1957年）-通商産業省電子工業審議会委員
- 昭和33年（1958年）-豊精密工業初代社長
- 昭和33年（1958年）-フランス・レジオンドヌール勲章
- 昭和36年（1961年）-日本技術士会理事
- 昭和38年（1963年）-急逝。従五位勲四等旭日小綬章

## 著作
- 工作機械と文明―早坂力全集（小峰工業技術）
- 文明の蔭に―欧州機械工業視察記（日刊工業新聞社）

## 関連人物
- 早坂隆（曾孫。ノンフィクション作家）